# Ришар, Энтони
Э́нтони Риша́р (фр. Anthony Richard, 20 декабря 1996, Труа-Ривьер, Квебек, Канада) — профессиональный канадский хоккеист, нападающий системы клуба НХЛ «Филадельфия Флайерз».

## Игровая карьера

### Юниорская карьера
С 2009 по 2011 года играл за «Mauricie Estacades Bantam AA» в ESMBAA. За 48 матчей набрал 42 очка. С 2011 по 2012 год играл в «Труа-Ривьер Эстакадс». С 2012 по 2016 за «Валь-д'Ор Форёрз» в главной юниорской хоккейной лиге Квебека. За 285 матчей в «Валь-д’Ор» набрал 281 очко.

### Профессиональная карьера
На Драфте НХЛ 2015 года был выбран в 4-м раунде под общим 100-м номером командой «Нэшвилл Предаторз». 14 ноября 2015 года подписал контракт новичка с «Нэшвилл Предаторз», рассчитанный на 3 года. По окончании сезона 2015/16 Ришар был отправлен в фарм-клуб «Нэшвилл Предаторз» — «Милуоки Эдмиралс». Там он сыграл 3 матча в плей-офф, не набрав очков. Часть сезона 2016/17 провел в хоккейной лиге Восточного побережья, где в пяти встречах забил гол и отдал передачу.
1 декабря 2018 года дебютировал в НХЛ в матче против «Нэшвилл Предаторз» из-за травмы Филипа Форсберга, закончившимся со счётом 5:2 в пользу «Предаторз», где Ришар не набрал очков за 7 минут, проведённых на льду. После данного матча он был отправлен обратно в фарм-клуб «Милуоки Эдмиралс». Следующего вызова в НХЛ пришлось ждать чуть менее года. 26 октября 2019 года Ришар сыграл 4 минуты в матче против «Тампы-Бэй Лайтнинг» (2:3 ОТ), но после был вновь отправлен в АХЛ.
27 июля 2020 года подписал новый годичный контракт с «Нэшвилл Предаторз» на сумму $ 735 тыс.. Сезон 2020/21 полностью провёл в АХЛ. В июле 2021 года продлил контракт с «хищниками» на 1 год и $ 750 тыс.
1 февраля 2022 года был обменян в «Тампу-Бэй Лайтнинг» на нападающего Джимми Хантинга.
13 июля 2022 года подписал однолетний двухсторонний контракт с «Монреаль Канадиенс». Начало сезона провёл в АХЛ, имея до вызова в основной состав 18 голов в 27 играх, что было лучшим показателем в АХЛ на тот момент. 19 декабря дебютировал за «Монреаль», а в следующем матче забил свой первым гол в НХЛ вратарю «Колорадо» Георгиеву.
1 июля 2023 года подписал однолетний двухсторонний контракт с «Бостон Брюинз». 
2 июля 2024 года перешёл в систему «Филадельфии Флайерз», подписав с ней однолетний двухсторонний контракт.

## Международная карьера
В 2013 году выступал на Мировом кубке вызова, где отметился заброшенной шайбой в шести матчах в составе сборной Квебека, с которой занял четвёртое место на турнире.

## Статистика

### Международная
| Год   | Сборная         | Турнир | Место |   | И | Г | П | О  | Штр |
| ----- | --------------- | ------ | ----- | - | - | - | - | -- | --- |
| 2013  | Канада (Квебек) | МКВ    | 4-е   | 6 | 1 | 0 | 1 | 10 |     |
| Всего | Всего           | Всего  | Всего | 6 | 1 | 0 | 1 | 10 |     |